# Свинцово-цинковый элемент
Свинцово-цинковый элемент — резервный первичный химический источник тока, в котором анодом является металлический амальгамированный цинк, катодом — диоксид свинца, а электролитом — водный раствор серной кислоты. Работа элемента описывается следующей суммарной реакцией:
{\displaystyle {\mathsf {PbO_{2}+2H_{2}SO_{4}+Zn=ZnSO_{4}+PbSO_{4}+2H_{2}O.}}}
Этот элемент известен с середины XIX века. Было сделано много попыток использовать его в качестве аккумулятора, однако саморазряд цинкового электрода и его недостаточная обратимость не позволили это сделать. Из-за сильного саморазряда используется только в качестве мощного резервного («ампульного») источника и хранится в сухом состоянии, а при необходимости заполняется электролитом. Амальгамирование цинкового электрода существенно снижает саморазряд.
Его недостатками являются чувствительность к температуре окружающей среды (при пониженной температуре резко уменьшается ёмкость) и существенное газовыделение из-за саморазряда. Достоинствами являются высокое рабочее напряжение, стабильность разрядной характеристики, способность работать при форсированных режимах разряда, низкая стоимость. Также ему присущи общие достоинства этого класса элементов: отсутствие необходимости в уходе и постоянная готовность к работе в течение всего срока хранения. При повышении концентрации электролита удельные характеристики свинцово-цинковых элементов повышаются, но одновременно повышается и нижняя граница рабочих температур.
Оба электрода могут быть изготовлены из фольги толщиной 0,02—0,05 мм, свинцовую фольгу подвергают поверхностному окислению. В качестве катода применяется также намазной электрод, а анод может быть изготовлен и из тонкого вальцованного листа амальгамированного цинка.

## Характеристики
- Удельная энергоёмкость: до 50 Вт·ч/кг
- Удельная энергоплотность: до 200 Вт·ч/дм3.
- ЭДС: 2,4—2,5 вольта.
- Рабочая температура: от −35 °C до +40 °C.